# Конвенція про запобігання злочину геноциду та покарання за нього
Конвенція про запобігання злочину геноциду та покарання за нього була прийнята Генеральною Асамблеєю ООН 9 грудня 1948 р. як Резолюція Генеральної Асамблеї 260. Конвенція набрала чинності 12 січня 1951 р.; вона встановлює правове визначення геноциду, яке стало кульмінацією багаторічної кампанії польського юриста єврейського походження Рафаеля Лемкіна. Яір Орон пише, що "Коли Рафаель Лемкін вперше використав слово «геноцид» у 1944 р. він зазначав знищення вірмен у 1915 р. як важливий приклад геноциду. Всім країнам-учасницям рекомендовано запобігати актам геноциду та карати за них під час війни та в мирний час. Нині 149 держав світу ратифікували Конвенцію.
Резолюція складається з 3 частин:
A. Ухвалення Конвенції про запобігання злочину геноциду та покарання за нього, та текст Конвенції;
B. Розгляд Комісією міжнародного права питання міжнародної кримінальної юрисдикції;
C. Застосування Конвенції про запобігання злочину геноциду та покарання за нього щодо залежних територій.

## Визначення геноциду
Стаття 2 Конвенції визначає геноцид як:
Стаття 3 визначає злочини, за які передбачене покарання відповідно до Конвенції:
Конвенцію було прийнято щоб криміналізувати і ввести відповідальність за дії на кшталт Голокосту під час Другої світової війни. Перша редакція Конвенції включала також вбивства з політичних мотивів, проте СРСР та ряд інших держав відмовилися визнавати геноцидом дії спрямовані проти груп за політичною чи соціальною ознакою. У результаті дипломатичного та політичного компромісу ці положення були відхилені.

## Порушення Конвенції

### Руанда
Вперше положення Конвенції було застосовано 2 вересня 1998 року коли Міжнародний трибунал щодо Руанди визнав колишнього мера маленького міста в Руанді Жана-Поля Акаєсу винним у геноциді в дев'ятьох епізодах. Головним прокурором у цьому процесі був П'єр-Рішар Проспер. Через два дні Жан Камбанда став першим головою уряду, якого звинуватили в геноциді.

### Югославія
Першою державою, яку порушила Конвенцію про геноцид, була Сербія. Міжнародний Суд ООН виніс своє рішення у справі Боснія та Герцоговина проти Сербії та Чорногорії 26 лютого 2007 р. Суд заперечив безпосередню участь Сербії у геноциді під час Боснійської війни, але визнав, що Белград порушив норми міжнародного права, не спромігшись запобігти геноциду в Сребрениці у 1995 р. та передати осіб, звинувачених в геноциді, в Міжнародний трибунал щодо колишньої Югославії. Таким чином Сербія порушила свої зобов'язання взяті нею згідно статей 1 та 4 Конвенції про геноцид, особливо через невидачу генерала Ратко Младича.
Росія
Геноцид українського народу з боку росії
4 березня 2022 року Рада ООН з прав людини створила незалежну міжнародну комісію з розслідування геноциду українців. Окремо проводилися й інші розслідування, ініціаторами яких були незалежні держави.
27 квітня 2023 року ПАРЄ визнала депортацію та насильницьке переміщення українських дітей на територію Російської Федерації, як такими, що мають ознаки геноциду.
22 травня 2023 року Парламентська асамблея НАТО визнала злочини Росії проти України геноцидом
2 лютого 2024 року Міжнародний суд ООН виніс рішення щодо попередніх заперечень Росії щодо юрисдикції Суду та прийнятності позову України відповідно до Конвенції про запобігання злочину геноциду та покарання за нього  («Конвенція про геноцид»). 